# Eugenia tafelbergica
Eugenia tafelbergica är en myrtenväxtart som beskrevs av Gerda Jane Hillegonda Amshoff. Eugenia tafelbergica ingår i släktet Eugenia och familjen myrtenväxter. Inga underarter finns listade i Catalogue of Life.